# Миколо-Бабанка
Миколо-Баба́нка — село в Україні, у Кетрисанівській сільській громаді Кропивницького району Кіровоградської області. Населення становить 645 осіб. Колишній центр Миколо-Бабанської сільської ради.

## Населення
Згідно з переписом УРСР 1989 року чисельність наявного населення села становила 739 осіб, з яких 351 чоловік та 388 жінок.
За переписом населення України 2001 року в селі мешкало 645 осіб.

### Мова
Розподіл населення за рідною мовою за даними перепису 2001 року:
| Мова       | Відсоток |
| ---------- | -------- |
| українська | 96,43 %  |
| російська  | 2,02 %   |
| молдовська | 1,55 %   |

## Постаті
Уродженцем села є Діанов Григорій Юрійович (1996—2015) — солдат Збройних сил України, учасник російсько-української війни.